# 5685 (année hébraïque)
5685 (hébreu : ה'תרפ"ה , abbr. : תרפ"ה) est une année hébraïque qui a commencé à la veille au soir du 29 septembre 1924 et s'est finie le 18 septembre 1925. Cette année a compté 355 jours. Ce fut une année simple dans le cycle métonique, avec un seul mois de Adar. Ce fut la première année depuis la dernière année de chemitta.
L'an 5685 a marqué le début d'une nouvelle période de vingt-huit ans du cycle solaire hébraïque, célébrée par une bénédiction juive particulière, la Birkat Ha'Hamah (bénédiction du soleil) prononcée le mercredi 14 Nissan 5685 - 8 avril 1925.

## Calendrier
Ce calendrier hébraïque de l'année 5685 donne les correspondances avec les dates du calendrier grégorien.
Le premier nombre dans chaque case correspond au jour du mois hébraïque. Les jours en couleurs sont des jours remarquables juifs .
| ◄◄ | 5685 | ►► |

## Naissances
- Ed Koch
- Eli Cohen

## Décès
5680 - 5681 - 5682 - 5683 - 5684 - 5685 - 5686 - 5687 - 5688 - 5689 - 5690